# Margin Call
Cet article concerne le film. Pour le terme financier, voir Appel de marge.
Pour plus de détails, voir Fiche technique et Distribution.
Margin Call ou Marge de manœuvre au Québec est un drame américain écrit et réalisé par J. C. Chandor, et sorti en 2011. 
Il s’agit du premier long-métrage du réalisateur.
Le film évoque, sur une période de 36 heures, le déclenchement de la crise financière de 2008, à travers la découverte inopinée par les employés d'une banque d'affaires new-yorkaise de l'aspect toxique de ses actifs qui la mettent en danger de mort. Qu'ils aient ou non des états d'âme, les personnages font le nécessaire pour se débarrasser de ces actifs, tout en ayant pleine conscience de la réaction en chaîne qu'ils vont provoquer.

## Synopsis
Un soir de l'automne 2008 à New York, une banque d'investissement entame une procédure de licenciement d'un grand nombre de membres de son personnel. Eric Dale, le directeur de la gestion des risques, travaille de son côté à l'analyse de très nombreux actifs toxiques que son entreprise possède. Mais il est renvoyé avant de pouvoir terminer l'évaluation. Juste avant de quitter l'entreprise définitivement (son forfait téléphonique et son accès au bâtiment étant bloqués dès sa sortie, en raison de la nature sensible de son poste), il confie une clef USB contenant ses découvertes à un jeune analyste prometteur, Peter Sullivan, qui était le matin encore un des membres de son service. Et lui conseille d'être prudent.
Celui-ci, après avoir terminé son travail quotidien, se lance dans l'analyse du contenu de la clef USB et complète l'étude. Frappé par l'importance de sa découverte, il avise son nouveau chef de service, Will Emerson, et lui explique tout. Durant la nuit qui va suivre, l'information remonte jusqu'au dirigeant de la banque d'investissement, John Tuld, qui, à l'aide de son comité exécutif et des cadres présents pour lui présenter les faits, prend la décision de vendre au plus vite tous les actifs toxiques.
Cette décision est contestée, car l'entreprise devrait alors tromper la confiance que lui accordaient ses clients et ses intermédiaires financiers, en vendant au prix du marché un produit dont ils connaissent la déficience. Par ricochets, l'ensemble du marché en serait déstabilisé pour longtemps. Tuld doit également mettre en première ligne deux cadres qui vont subir les conséquences, l'un vis-à-vis des traders, qui seront réticents à s'aliéner durablement leurs partenaires financiers, et l'autre vis-à-vis des actionnaires, pour justifier cette décision. Sam Rogers, chef du service clé des traders, au départ très réticent, finit au bout de cette folle nuit par se ranger à cette décision et orchestre lui-même la vente de tous ces actifs, en échange de primes très importantes pour ceux qui arrivent à se débarrasser de leurs produits. Cette vente est menée à bien et tous les actifs sont vendus durant la journée, à l'aide d'importantes remises, alors que la rumeur de la non-fiabilité de la banque se répand sur toutes les places financières. Sarah Robertson, qui avait mis en garde Tuld et sa hiérarchie un an auparavant au sujet des risques encourus, sera sacrifiée devant les actionnaires. À peine les transactions sont-elles terminées que les employés — notamment les traders — subissent une deuxième vague de renvois, prévue par Tuld pour compenser les pertes de la société induites par cette vente forcée.
Lors d'une ultime entrevue entre Rogers, venu lui faire part de son désir de quitter la firme, et Tuld, dévorant à pleines dents un substantiel repas, ce dernier lui résume ce qu'il pense du système tout entier : il ne peut ni le contrôler, ni le ralentir, ni le changer mais il peut seulement réagir, en espérant en tirer le plus d'argent possible, sans égards pour les perdants, qui constitueront, de toute façon, selon lui, la même proportion de pauvres vis-à-vis des riches. Tuld rappelle à Rogers les dates de toutes les grandes crises et lui fait remarquer que celles-ci n'ont jamais remis en cause le système. Ce point de vue est dicté par le cynisme et l'égoïsme du personnage et est présenté comme une fatalité que Rogers, pour qui cette ressource financière est devenue une nécessité, doit accepter, sans la cautionner.
Peter Sullivan, qui a aidé à la découverte du problème, est promu. Rogers conserve son poste. Mais d'autres sont renvoyés, sans que leur compétence ne soit remise en cause. Le film s'achève sur l'image de Rogers ensevelissant son chien bien-aimé.

## Fiche technique
- Titre : Margin Call
- Titre québécois : Marge de manœuvre
- Réalisation et scénario : J. C. Chandor
- Direction artistique : John Paino
- Décors : Robert Covelman
- Costumes : Caroline Duncan
- Photographie : Frank G. DeMarco
- Montage : Pete Beaudreau
- Musique : Nathan Larson
- Production : Robert Ogden Barnum, Michael Benaroya, Neal Dodson, Joe Jenckes, Corey Moosa et Zachary Quinto
- Sociétés de production : Before the Door Pictures, Benaroya Pictures, Margin Call, Sakonnet Capital Partners et Washington Square Films

- Sociétés de distribution :
  -  États-Unis : Roadside Attractions
  -  France : ARP Sélection

- Budget : 3 500 000 $
- Pays de production :  États-Unis
- Langue originale : anglais
- Format : couleur — 35 mm — 1.85:1 —  son Dolby Digital
- Genre : Drame
- Durée : 109 minutes
- Dates de sortie :
  - États-Unis : 25 janvier 2011 (Festival du film de Sundance 2011) ; 21 octobre 2011 (sortie nationale)
  - France : 2 mai 2012

- Classification :
  -  États-Unis : R
  -  France : Tous publics

## Distribution

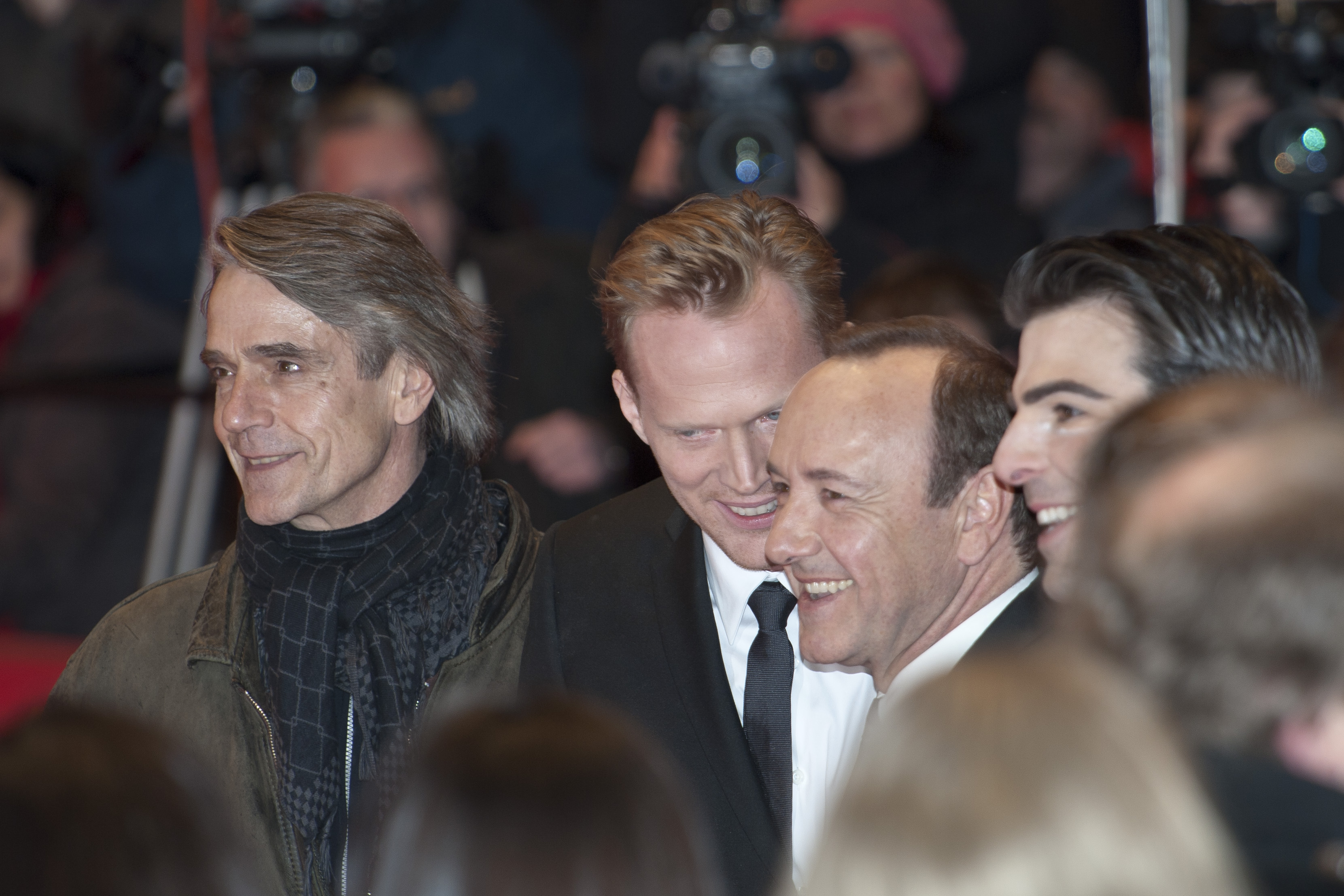
Jeremy Irons, Paul Bettany, Kevin Spacey et Zachary Quinto à la Berlinale 2011.

- Kevin Spacey (VF : Gabriel Le Doze ; VQ : Pierre Auger) : Sam Rogers
- Paul Bettany (VF : Jérôme Pauwels ; VQ : Patrice Dubois) : Will Emerson
- Jeremy Irons (VF : Bernard Tiphaine ; VQ : Jean-Luc Montminy) : John Tuld
- Zachary Quinto (VF : Adrien Antoine ; VQ : François Godin) : Peter Sullivan
- Penn Badgley (VF : Damien Boisseau ; VQ : Nicolas Charbonneaux-Collombet) : Seth Bregman
- Simon Baker (VF : Thierry Ragueneau ; VQ : Marc-André Bélanger) : Jared Cohen
- Mary McDonnell : Mary Rogers
- Demi Moore (VF : Marie Vincent ; VQ : Élise Bertrand) : Sarah Robertson
- Stanley Tucci (VF : Bernard Alane ; VQ : Jacques Lavallée) : Eric Dale
- Aasif Mandvi (VF : Charles Borg) : Ramesh Shah
- Ashley Williams (VF : Anne Tilloy) : Heather Burke
- Susan Blackwell : Lauren Bratberg
- Peter Y. Kim (VF : Olivier Chauvel) : Timothy Singh

- Version française
  - Société de doublage : Cinéphase
  - Direction artistique : Régis Reuilhac
  - Adaptation : ?

Source et légende : Version française (VF) sur RS Doublage et Version québécoise (VQ) sur Doublage Québec.

## Production

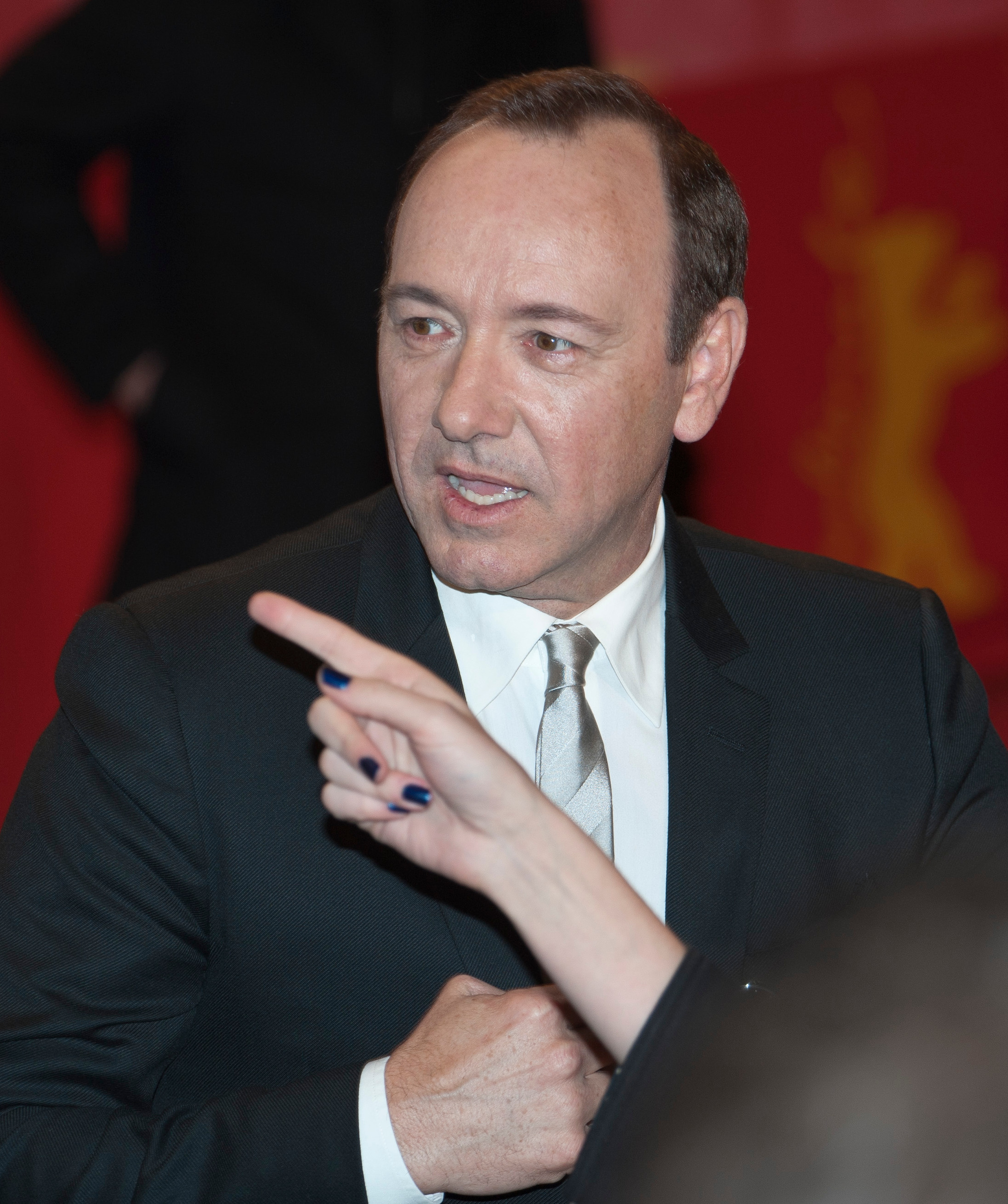
L'acteur principal Kevin Spacey à la première du film à la Berlinale 2011.

### Développement
Le réalisateur et scénariste J. C. Chandor a voulu faire un film sur les marchés boursiers et la finance mondiale sans pour autant diaboliser la profession : « J'ai essayé d'adopter un regard plus empathique, en abordant la question sous plusieurs angles. Le nœud de cette histoire repose sur l’humain. Ce n’est pas comme si j’étais le porte-parole des banquiers et que je cherche à les défendre. Mais je connais une bonne partie de ces gens et mon intention n’était pas de les diaboliser non plus. » De plus, le père du réalisateur a longuement travaillé pour Merrill Lynch. J. C. Chandor s'est donc beaucoup informé auprès de son père ainsi que d'autres vétérans de la finance : « Beaucoup de gens se demandaient d’où me venait cette compréhension si précise du milieu de la finance, dans la mesure où je n’en faisais pas partie. Grâce à mon père, j’ai fini par savoir qui sont ces gens, à quoi et comment ils pensent, ce qui leur importe le plus dans la vie. »
L'acteur-producteur Zachary Quinto ajoute : « Un des aspects du scénario que je préfère, c'est qu’il ne juge pas. Il n’y a pas de lynchage en place publique. C’est avant tout une réflexion sur les choix que font les gens et leur marge de manœuvre. »
On notera par ailleurs le nom du patron de la banque d'affaires (elle-même anonyme) interprété par Jeremy Irons : John Tuld, très proche de celui d'un personnage bien réel, Richard Fuld, CEO de Lehman Brothers au moment de sa faillite qui provoque la crise financière mondiale de 2008.

### Casting
Carla Gugino devait à l'origine tenir le rôle de Sarah Roberston, mais elle a quitté le projet à la dernière minute, pour des raisons d'emploi du temps. Elle est donc remplacée par Demi Moore.
Alors que Ben Kingsley, Billy Crudup et Tim Robbins convoitaient le personnage de John Tuld, c'est finalement Jeremy Irons qui l'a obtenu.

### Tournage

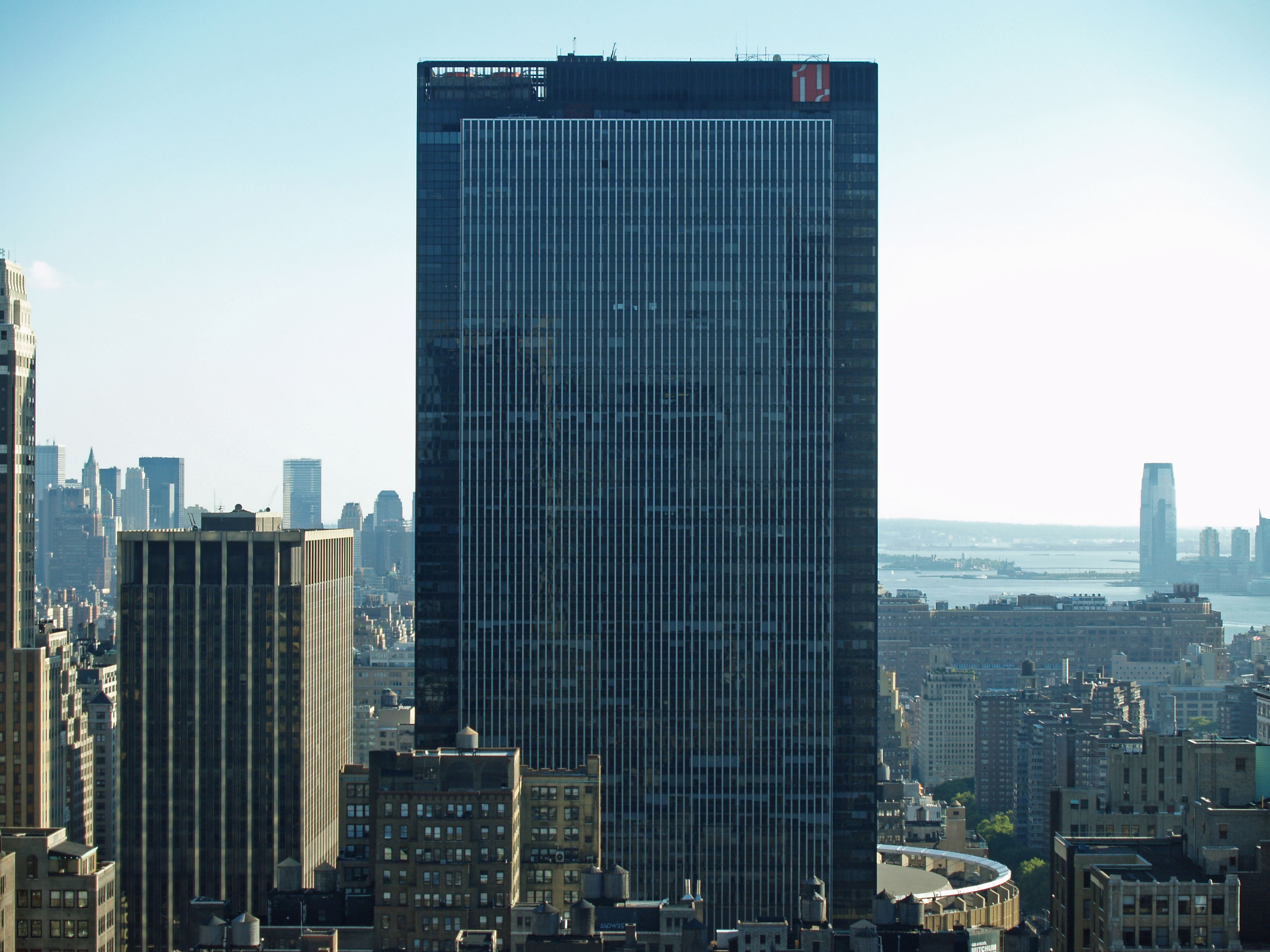
Le One Penn Plaza, lieu de tournage du film.

Le tournage s'est déroulé à New York durant l'été 2010. La plupart des scènes ont été tournées au 42e étage du building One Penn Plaza, qui abritait avant cela une société de trading ayant fait faillite.
Le choix des décors est très limité et assez simple, ce qui permet de respecter le budget modeste du film. Demi Moore explique alors que « tout avait lieu sur un seul et même étage, à l'intérieur de ces bureaux. Nous étions comme un mini-studio dans le ciel. Ça crée une atmosphère très intimiste. »

## Accueil

### Box-office
Selon Box Office Mojo, Margin Call, budgété à un modeste 3 500 000 $, a rapporté après trois semaines d'exploitation le double de son investissement, pour moitié aux États-Unis, le reste essentiellement en Espagne et en Allemagne. 
| Pays ou région     | Box-office      | Date d'arrêt du box-office | Nombre de semaines |
| ------------------ | --------------- | -------------------------- | ------------------ |
| États-Unis/ Canada | 5 354 039 $     | 16 février 2012            | 17                 |
| Mondial            | 19 504 039 $    | 13 mai 2012                | 33                 |
| France             | 344 960 entrées | 9 octobre 2012             | 23                 |

### Réception critique
Margin Call reçoit en majorité des critiques positives. L'agrégateur Rotten Tomatoes rapporte que 85 % des 103 critiques ont donné un avis positif sur le film, avec une bonne moyenne de 7,1/10. La critique qui fait le plus consensus est : « intelligent, affûté et solidement interprété, Margin Call transforme le complexe maelström financier de 2008 en un drame stimulant. ». L'agrégateur Metacritic donne une note de 76 sur 100 indiquant des critiques positives.

## Distinctions

### Récompenses
- Independent Spirit Awards 2012 :
  - prix Robert-Altman[10] ;
  - meilleur premier film pour J. C. Chandor.
- AACTA Awards 2012 : meilleur scénario original pour J. C. Chandor
- La 4e édition du Festival du film policier de Beaune, qui s'est tenue du 28 mars au 1er avril 2012. Le brillant Margin Call, sur l'envers de Wall Street, premier film de J. C. Chandor, a obtenu la plus haute récompense du festival.

### Nominations
- Berlinale 2011 : sélection officielle
- Oscars 2012 : meilleur scénario original pour J. C. Chandor

## Autour du film
Margin Call n'est pas le premier film qui traite de la finance mondiale. On peut citer avant lui Une femme d'affaires (1981) d'Alan J. Pakula, Wall Street (1988) et Wall Street : L'argent ne dort jamais (2010) d'Oliver Stone, Les Initiés (2000) de Ben Younger ou encore Krach de Fabrice Genestal (2010).